# Soera De Quraisjieten
Soera De Quraisjieten is een soera van de Koran.
De soera is vernoemd naar de Quraisjieten, waarover wordt gesproken in de eerste aya. De soera richt zich tot hen.

## Duiding
Mohammed behoorde eveneens tot de stam van de Quraisjieten. De winterkaravaan waarover gesproken wordt, trok doorgaans naar Jemen; de zomerkaravaan trok normaliter richting Syrië.